# Plesioneuron subterminale
Plesioneuron subterminale är en kärrbräkenväxtart som beskrevs av Holtt. Plesioneuron subterminale ingår i släktet Plesioneuron och familjen Thelypteridaceae. Inga underarter finns listade.